# Peter F. Stevens
Pour les articles homonymes, voir Stevens.
Peter Francis Stevens (Peter F. Stevens ou P.F.Stevens) est un botaniste américain né en 1944.
Il est chercheur au jardin botanique du Missouri et professeur de biologie à l'Université du Missouri – St. Louis (en), à Saint-Louis (Missouri). Mais plus important, il est membre de l'Angiosperm Phylogeny Group ayant créé la classification phylogénétique de l'APG : APG (1998), APG II (2003), APG III (2009) et APG IV (2016).
Il est l'auteur du site Angiosperm Phylogeny Website, proposant sa version modifiée de la classification APG II.

## Publications
(en) P. F. Stevens, « Augustin Augier's "Arbre Botanique" (1801), a Remarkable Early Botanical Representation of the Natural System », Taxon, vol. 32, no 2,‎ mai 1983, p. 203-211 (DOI 10.2307/1221972, JSTOR 1221972).

## Quelques espèces identifiées
- famille des Clusiaceae
  - Bonnetia ahogadoi (Steyerm.) A.L.Weitzman & P.F.Stevens
  - Bonnetia fasciculata P.F.Stevens & A.L.Weitzman
  - Bonnetia rubicunda (Sastre) A.L.Weitzman & P.F.Stevens
  - Calophyllum acutiputamen P.F.Stevens
  - Calophyllum aerarium P.F.Stevens
  - Calophyllum alboramulum P.F.Stevens
  - Calophyllum andersonii P.F.Stevens
  - Calophyllum archipelagi P.F.Stevens
  - Calophyllum ardens P.F.Stevens
  - Calophyllum articulatum P.F.Stevens
  - Calophyllum aurantiacum P.F.Stevens
  - Calophyllum austroindicum Kosterm. ex P.F.Stevens
  - Calophyllum banyengii P.F.Stevens
  - Calophyllum bicolor P.F.Stevens
  - Calophyllum bifurcatum P.F.Stevens
  - Calophyllum calcicola P.F.Stevens
  - Calophyllum carrii P.F.Stevens
  - Calophyllum castaneum P.F.Stevens
  - Calophyllum celebicum P.F.Stevens
  - Calophyllum ceriferum Gagnep. ex P.F.Stevens
  - Calophyllum clemensorum P.F.Stevens
  - Calophyllum collinum P.F.Stevens
  - Calophyllum complanatum P.F.Stevens
  - Calophyllum confertum P.F.Stevens
  - Calophyllum dioscurii P.F.Stevens
  - Calophyllum dispar P.F.Stevens
  - Calophyllum echinatum P.F.Stevens
  - Calophyllum eputamen P.F.Stevens
  - Calophyllum exiticostatum P.F.Stevens
  - Calophyllum fibrosum P.F.Stevens
  - Calophyllum gaimanum P.F.Stevens
  - Calophyllum garcinioides P.F.Stevens
  - Calophyllum goniocarpum P.F.Stevens
  - Calophyllum griseum P.F.Stevens
  - Calophyllum havilandii P.F.Stevens
  - Calophyllum heterophyllum P.F.Stevens
  - Calophyllum hirasimum P.F.Stevens
  - Calophyllum humbertii P.F.Stevens
  - Calophyllum incumbens P.F.Stevens
  - Calophyllum insularum P.F.Stevens
  - Calophyllum laticostatum P.F.Stevens
  - Calophyllum leleanii P.F.Stevens
  - Calophyllum lingulatum P.F.Stevens
  - Calophyllum milvum P.F.Stevens
  - Calophyllum morobensis P.F.Stevens
  - Calophyllum mukunense P.F.Stevens
  - Calophyllum multitudinis P.F.Stevens
  - Calophyllum obscurum P.F.Stevens
  - Calophyllum paniculatum P.F.Stevens
  - Calophyllum pelewense P.F.Stevens
  - Calophyllum persimile P.F.Stevens
  - Calophyllum piluliferum P.F.Stevens
  - Calophyllum poilanei Gagnep. ex P.F.Stevens
  - Calophyllum praetermissum P.F.Stevens
  - Calophyllum pseudovitiense P.F.Stevens
  - Calophyllum pyriforme P.F.Stevens
  - Calophyllum recurvatum P.F.Stevens
  - Calophyllum rigidulum P.F.Stevens
  - Calophyllum robustum P.F.Stevens
  - Calophyllum roseocostatum P.F.Stevens
  - Calophyllum rufigemmatum M.R.Hend. & Wyatt-Sm. ex P.F.Stevens
  - Calophyllum rugosum P.F.Stevens
  - Calophyllum sakarium P.F.Stevens
  - Calophyllum stipitatum P.F.Stevens
  - Calophyllum streimannii P.F.Stevens
  - Calophyllum suberosum P.F.Stevens
  - Calophyllum sundaicum P.F.Stevens
  - Calophyllum touranense Gagnep. ex P.F.Stevens
  - Calophyllum undulatum P.F.Stevens
  - Calophyllum vergens P.F.Stevens
  - Calophyllum vernicosum P.F.Stevens
  - Calophyllum verticillatum P.F.Stevens
  - Calophyllum vexans P.F.Stevens
  - Calophyllum waliense P.F.Stevens
  - Calophyllum woodii P.F.Stevens
  - Garcinia cerasifer (H.Perrier) P.F.Stevens
  - Garcinia cymosa (K.Schum.) I.M.Turner & P.F.Stevens
  - Kayea borneensis P.F.Stevens
  - Kayea coriacea (P.F.Stevens) P.F.Stevens
  - Kayea scalarinervosa P.F.Stevens
  - Mammea cauliflora (Baker) P.F.Stevens
  - Mammea cordata P.F.Stevens
  - Mammea grandifolia P.F.Stevens
  - Mammea megaphylla (J.-F.Leroy) P.F.Stevens
  - Mammea papyracea P.F.Stevens
  - Mammea pseudoprotorhus (H.Perrier) P.F.Stevens
  - Mammea punctata (H.Perrier) P.F.Stevens
  - Mammea veimauriensis P.F.Stevens
  - Mammea zeereae P.F.Stevens
  - Mesua coriacea P.F.Stevens
  - Neotatea duidae (Kobuski & Steyerm.) P.F.Stevens & A.L.Weitzman
- famille des Ericaceae
  - Agapetes prostrata P.F.Stevens
  - Agapetes rubropedicellata P.F.Stevens
  - Agapetes shungolensis P.F.Stevens
  - Agapetes sleumeriana P.F.Stevens
  - Dimorphanthera albida P.F.Stevens
  - Dimorphanthera amplifolia (F.Muell.) P.F.Stevens
  - Dimorphanthera angiliensis P.F.Stevens
  - Dimorphanthera anomala P.F.Stevens
  - Dimorphanthera antennifera P.F.Stevens
  - Dimorphanthera bracteata P.F.Stevens
  - Dimorphanthera continua (P.F.Stevens) P.F.Stevens
  - Dimorphanthera cratericola P.F.Stevens
  - Dimorphanthera fissiflora (Sleumer) P.F.Stevens
  - Dimorphanthera glauca P.F.Stevens
  - Dimorphanthera ingens (Sleumer) P.F.Stevens
  - Dimorphanthera inopinata P.F.Stevens
  - Dimorphanthera keysseri (Schltr. ex Diels) P.F.Stevens
  - Dimorphanthera longistyla P.F.Stevens
  - Dimorphanthera macbainii (F.Muell.) P.F.Stevens
  - Dimorphanthera napuensis P.F.Stevens
  - Dimorphanthera papillata P.F.Stevens ex P.Royen
  - Dimorphanthera tedentii P.F.Stevens
  - Dimorphanthera viridiflora P.F.Stevens
  - Dimorphanthera wisselensis P.F.Stevens
  - Elliottia bracteata Benth. & Hook.f. f. longiracemosa (Nakai) S.W.Brim & P.F.Stevens
  - Elliottia pyroliflora (Bong.) Brim & P.F.Stevens
  - Elliottia pyroliflora (Bongard) S.W.Brim & P.F.Stevens
  - Erica bocquetii (Pesmen) P.F.Stevens
  - Kalmia buxifolia (Bergius) Gift, Kron & P.F.Stevens
  - Kalmia procumbens (L.) Gift, Kron & P.F.Stevens
  - Paphia alberti-eduardi (Sleumer) P.F.Stevens
  - Paphia brassii (Sleumer) P.F.Stevens
  - Paphia carrii (Sleumer) P.F.Stevens
  - Paphia costata (C.H.Wright) P.F.Stevens
  - Paphia kudukii (Veldkamp) P.F.Stevens
  - Paphia megaphylla P.F.Stevens
  - Paphia neocaledonica (Guillaumin) P.F.Stevens
  - Paphia prostrata (P.F.Stevens) P.F.Stevens
  - Paphia rubrocalyx (Sleumer) P.F.Stevens
  - Paphia sclerophylla (Sleumer) P.F.Stevens
  - Paphia shungolensis (P.F.Stevens) P.F.Stevens
  - Paphia sleumeriana (P.F.Stevens) P.F.Stevens
  - Paphia vitis-idaea (Sleumer) P.F.Stevens
  - Paphia vulcanicola P.F.Stevens
  - Paphia woodsii P.F.Stevens
  - Rhododendron roseiflorum P.F.Stevens
  - Vaccinium jacobeanum P.F.Stevens
  - Vaccinium lamellatum P.F.Stevens
  - Vaccinium papillatum P.F.Stevens
  - Vaccinium praeces P.F.Stevens
  - Vaccinium subdissitifolium P.F.Stevens
- famille des Flacourtiaceae
  - Ryparosa porcata P.F.Stevens
- famille des Lomandraceae
  - genre Romnalda P.F.Stevens
    - Romnalda papuana (Lauterb.) P.F.Stevens
- famille des Meliaceae
  - Chisocheton gliroides P.F.Stevens
  - Chisocheton montanus P.F.Stevens
  - Chisocheton novobritannicus P.F.Stevens
  - Chisocheton sapindinus P.F.Stevens
  - Chisocheton sayeri (C.DC.) P.F.Stevens
  - Chisocheton schoddei P.F.Stevens
  - Chisocheton stellatus P.F.Stevens
  - Chisocheton tenuis P.F.Stevens
- famille des Myrsinaceae
  - Tapeinosperma alatum D.E.Holland & P.F.Stevens
- famille des Thymelaeaceae
  - Phaleria longituba P.F.Stevens
  - Phaleria okapensis P.F.Stevens
  - Phaleria pilistyla P.F.Stevens
- famille des Violaceae
  - Rinorea belalongii P.F.Stevens
  - Rinorea cinerea (King) J.K.Jarvie & P.F.Stevens
  - Rinorea crassa P.F.Stevens